# تسعير جغرافي
التسعير الجغرافي، في التسويق، عبارة عن تعديل قائمة الأسعار الأساسية استنادًا إلى الموقع الجغرافي للمشتري. كما يهدف إلى اعتبار تكاليف الشحن عند النقل إلى أماكن مختلفة.
وهناك أنواع عديدة من التسعير الجغرافي: 
- التسليم على ظهر الباخرة (منشأ التسليم على ظهر الباخرة) - يدفع المشتري تكاليف الشحن من المصنع أو المستودع. ويتم نقل ملكية البضاعة إلى المشتري بمجرد تركه نقطة المنشأ. ويمكن أن يكون المشتري أو البائع هو من يرتب لنقل البضائع.
- سعر التسليم الموحد - (يُعرف أيضًا بتسعير الطابع البريدي) - يتوجب على الجميع دفع نفس السعر.
- التسعير حسب المنطقة - ترتفع الأسعار مع زيادة مسافات الشحن. ويتم ذلك أحيانًا عن طريق رسم هذه الدوائر متحدة المركز على الخريطة مع وجود مصنع أو مستودع في المركز، وتحدد كل دائرة حدود سعر المنطقة. وبدلاً من استخدام الدوائر، يمكن استخلاص حدود السعر غير منتظمة الشكل بحيث تعكس الجغرافيا، والكثافة السكانية، والبنية التحتية للنقل، وتكلفة الشحن. (يمكن أن يشير مصطلح «التسعير حسب المنطقة» إلى تحديد الأسعار التي تعكس الظروف التنافسية المحلية، أي بمعنى، قوى العرض والطلب بالسوق، بدلاً من التكلفة الفعلية لوسائل النقل.)[1]

التسعير حسب الطلب، كما يمارس في صناعة البنزين بالولايات المتحدة الأمريكية، هو تسعير البنزين على أساس التعقيد وعوامل الترجيح الخارجية، مثل عدد المحطات المنافسة، وعدد المركبات، ومتوسط التدفق المروري، والكتلة السكانية، والخصائص الجغرافية. ويمكن أن يؤدي ذلك إلى فارق في سعر بيع البنزين يصل إلى 0.50 دولار في الغالون بين محطتي وقود بينهما بضعة أميال فقط.
يصرح العديد من رجال الأعمال والاقتصاديين بأن تسعير البنزين بحسب المنطقة يعكس في النهاية تكاليف ممارسة الأعمال التجارية في سوق معقد ومتقلب. أكد النقاد أن احتكار الصناعة والقدرة على التحكم ليس فقط في محطات الشركات المملوكة على مستوى الصناعة، ولكن أيضًا المملوكة محليًا أو المحطات التي تُدار بحقوق الامتياز، يجعل التسعير بحسب المنطقة ذريعة لرفع أسعار البنزين بحسب رغبة القائمين على الأمر. ويؤكد ممثلو صناعة النفط أنه في حين أنهم يضعون أسعار الجملة وأسعار تاجر عربة الصهريج، يكون التجار الفرديون أحرارًا في وضع الأسعار التي يرونها، وأن هذه الممارسة في حد ذاتها تسبب تقلبات كبيرة في الأسعار خارج سيطرة الصناعة.
- التسعير بناءً على نقطة الأساس - يتم تحديد بعض المدن كنقاط أساس. جميع البضائع التي يتم شحنها من إحدى هذه النقاط تكون بنفس التكلفة.
- التسعير على أساس تحمل قيمة الشحن - يتكفل البائع بجميع تكاليف النقل أو بجزء منها. هذا الأمر بمثابة الخصم الذي يكون على الأسعار، ويستخدم كأسلوب ترويجي.

## وصلات خارجية
- Zones of Contention in Gasoline Pricing (LA Times)